# Joselyn Dumas
Pour les articles homonymes, voir Dumas.
Joselyn Canfor-Dumas, nom de scène Joselyn Dumas, née le 31 décembre 1980, est une présentatrice de télévision et une actrice ghanéenne. En 2014, son rôle dans le film A Northern Affair (en) lui permet d'être nommée en tant que meilleure actrice au Ghana Movie Awards  et au Africa Movie Academy Award de la meilleure actrice.

## Parcours
Elle est née en août 1980 au Ghana. Après une formation de base et des études secondaires au Archbishop Porter Girls' Senior High School, un établissement catholique de Takoradi, elle poursuit aux États-Unis et obtient un diplôme en droit administratif. Elle travaille ensuite comme juriste, revient au Ghana et s'emploie à réaliser son rêve de devenir une personnalité de la télévision. Elle fait ses débuts à la télévision en tant qu'animatrice de Charter House's Rhythmz, une émission de divertissement au cours de laquelle elle interviewe de nombreuses célébrités, travaille pour différentes chaînes de télévisions puis anime  le talk-show At Home with Joselyn Dumas, diffusé dans toute l'Afrique et dans certaines parties de l'Europe.
À partir de 2009, elle entame aussi une carrière d'actrice. Son rôle dans Perfect Picture, diffusé en Afrique en 2009, lui permet d'obtenir des rôles clés dans d'autres films. Elle se fait connaître deux ans plus tard dans la série de films Adams Apples de la réalisatrice ghanéenne Shirley Frimpong-Manso. Le rôle de Jennifer Adams dans Adams Apples en 2011 lui vaut d'être nommée pour le prix de la meilleure actrice dans un rôle principal aux côtés de l'actrice hollywoodienne Kimberly Elise lors des Ghana Movie Awards 2011. Elle obtient ensuite des rôles clés dans des films et des séries comme Love or Something Like That, A Sting in a Tale, Perfect Picture, A Northern Affair et Lekki Wives. En 2014 notamment, son rôle dans le film A Northern Affair (en) lui permet d'être nommée en tant que meilleure actrice au Ghana Movie Awards  et au Africa Movie Academy Award de la meilleure actrice.
Elle se lance également dans une activité de production de divertissement. Elle coproduit ainsi Miss Malaika Ghana, un concours de beauté important du Ghana, de 2008 à 2010. Elle est également fondatrice et PDG de Virgo Sun Company Limited, une entité de production cinématographique. Elle est également ambassadrice de marques dont Range Rover.

## Filmographie
La filmographie de Joselyn Dumas, comprend les films suivants  : 
| Year | Title                       | Rôle               |
| ---- | --------------------------- | ------------------ |
| 2009 | Perfect Picture             |                    |
| 2009 | A Sting in a Tale (en)      | Esi                |
| 2011 | Adams Apples (en)           | Jennifer Adams     |
| 2011 | Bed of Roses                | Medical Doctor     |
| 2012 | Peep                        | Detective          |
| 2014 | A Northern Affair (en)      | Esaba              |
| 2014 | Lekki Wives (season 2)      | Aisha              |
| 2014 | Love or Something Like That | Dr. Kwaaley Mettle |
| 2014 | V Republic                  | Mansa              |
| 2015 | Silver Rain                 | Adjoa              |
| 2015 | The Cartel                  | Agent Naana        |
| 2017 | Potato Potahto              | Lulu               |